# M&M’s

Czekoladki M&M’s

M&M's – kolorowe draże w kształcie guzików produkowane przez Mars Incorporated. Zwykle cukierek ma wydrukowaną małą literkę „m” na jednej stronie. M&M’s powstało w Stanach Zjednoczonych w 1941 i jest sprzedawane w ponad 100 krajach. Cukierki są produkowane w różnych kolorach, niektóre z nich zmieniały się od powstania.

## Historia
Forrest Mars Sr, syn założyciela Mars Company, Franka C. Marsa, wpadł na pomysł nowych słodyczy w latach 30. XX wieku, podczas hiszpańskiej wojny domowej, gdy ujrzał żołnierzy jedzących czekoladowe kulki z nadzieniem. Mars zarejestrował patent 3 marca 1941. Produkcja słodyczy rozpoczęła się w tym samym roku, w fabryce znajdującej się na Badger Avenue 285 w Clinton Hill (Newark, New Jersey). Dwa „M” reprezentowały nazwiska założycieli: Forresta E. Marsa Sr. (założyciela Newark Company) i Bruce’a Murriego (syna właściciela Hershey Chocolate’s), posiadającego 20% udziałów w przedsięwzięciu. Współpraca obu mężczyzn pozwoliła na wykonanie cukierków z czekolady Hersheya.

## Smaki cukierków M&M’s
- mleczna czekolada

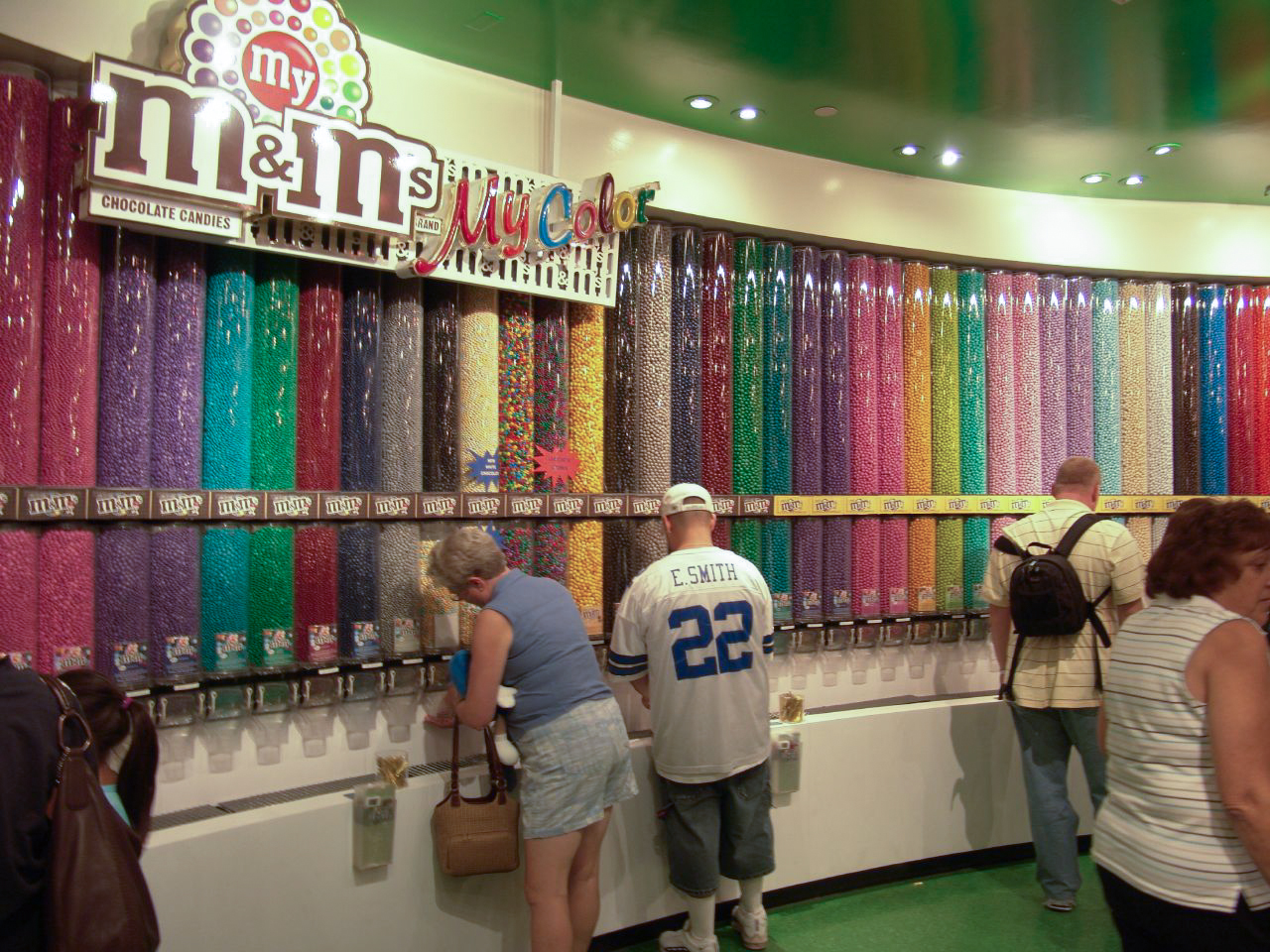
Świat M&M’sów

- mleczna czekolada z orzechami ziemnymi
- mleczna czekolada z migdałami (USA)
- mleczna czekolada z preclem (USA)
- ciemna czekolada (USA, Francja)
- ciemna czekolada z orzechami ziemnymi (USA)
- masło orzechowe (USA)
- masło orzechowe z truskawkami (USA)
- kokosowe (USA)
- wiśniowe (USA, edycja limitowana)
- cynamonowe
- migdałowe
- czekoladowe, chrupkie, z ryżem w środku (Holandia, Wielka Brytania, Niemcy, Polska)
- miętowe (USA)
- Karmelowe (USA)
- tortowe (USA)
- precelki
- czekolada z tabliczkami, z kulkami M&M’s
- miodowe (USA)
- kawowe z orzechami ziemnymi (USA)

## Skład
cukier, orzeszki ziemne, miazga kakaowa, pełne mleko w proszku, tłuszcz kakaowy, laktoza, serwatka w proszku, skrobia, tłuszcz roślinny, syrop glukozowy, substancja żelująca (guma arabska), emulgatory (lecytyna sojowa, E442), barwniki (E100, E120, E133, E160e, E171), dekstryny, substancja glazurująca (wosk carnauba), olej roślinny, sól, naturalny ekstrakt z wanilii, aromat.

## Kampanie reklamowe
Głównymi bohaterami reklam M&M's są sarkastyczny i cyniczny Czerwony oraz zawsze szczęśliwy i wesoły Żółty. Do innych M&M-sów należą także Niebieski, Pani Zielona, Pani Brązowa i Pomarańczowy. Pierwsze reklamy M&M's powstały około 2007 roku, przedstawiające fabułę dwóch przyjaznych M&M-sów. Powstała również reklama o specjalnej nagrodzie, mBallu.

## M&M’s World

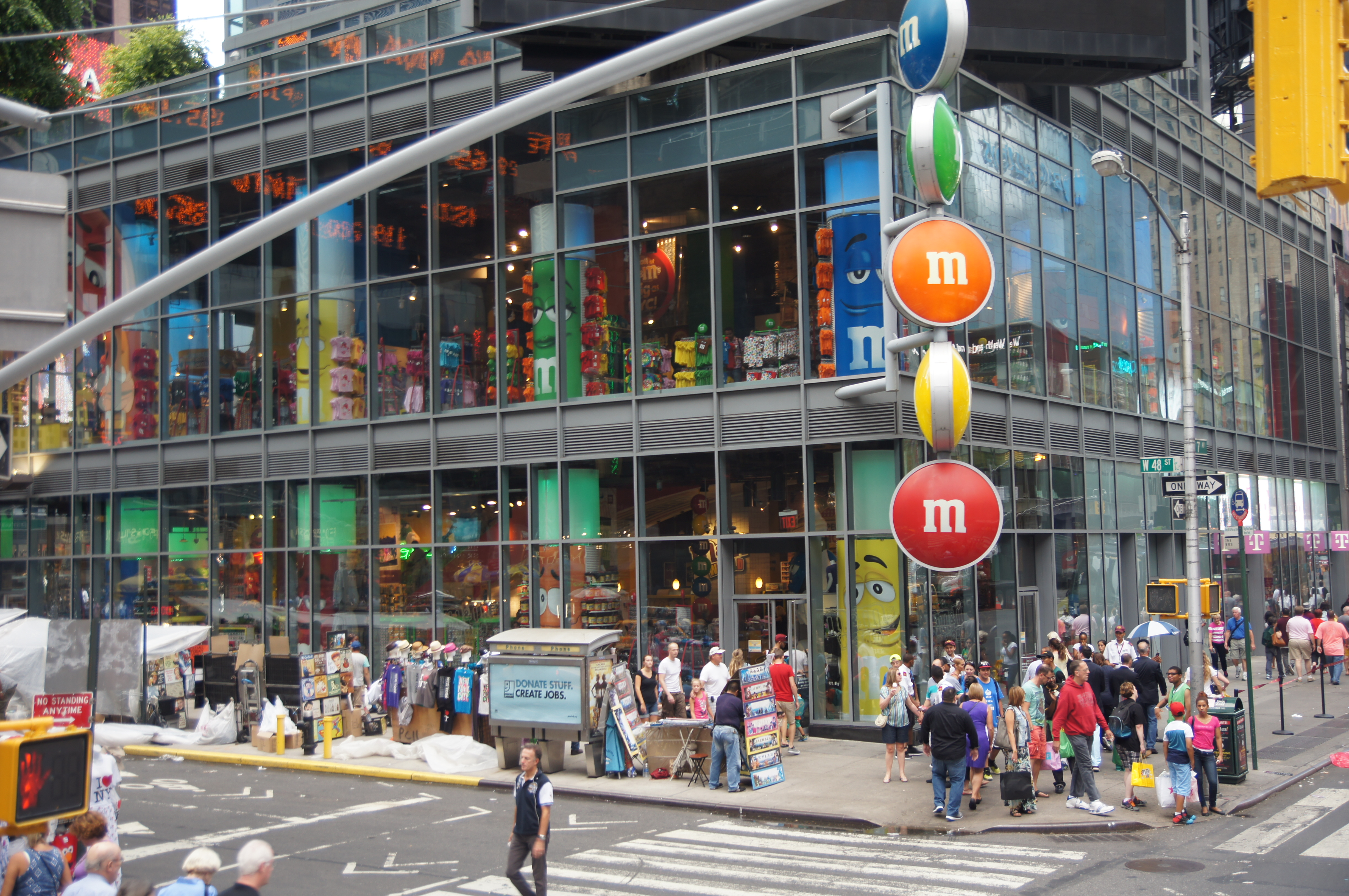
M&M’s World w Nowym Jorku

Pod marką M&M’s World działa sieć wielkopowierzchniowych sklepów. Pierwszy z nich został otwarty w 1997 roku w Las Vegas, obecnie firma jest właścicielem pięciu takich obiektów. W sklepach tych oprócz słodyczy można zakupić gadżety i ubrania z postaciami znanymi z reklam marki, a także pamiątki nawiązujące do symboli miasta w którym dany sklep się znajduje (na przykład wypełnione cukierkami figurki Statuy Wolności w sklepie w Nowym Jorku)